# أندي باين
أندي باين (بالإنجليزية: Andy Payne)‏ هو عداء ألتراماراثون ‏ أمريكي، ولد في 16 نوفمبر 1907، وتوفي في 1977.

## وصلات خارجية
- أندي باين على موقع الاتحاد الألماني للألترا ماراثون (الإنجليزية)